# Morfōtikos Athlītikos Syllogos Nikī Aiginiou 2017-2018
Questa voce raccoglie le informazioni riguardanti il Morfōtikos Athlītikos Syllogos Nikī Aiginiou nella stagione 2017-2018.

## Organigramma societario
Area direttiva
- Presidente: Dīmītrīs Aylidīs
- Vicepresidente: Giōrgos Stauridīs

Area organizzativa
- Team manager: Giōrgos Stauridīs

Area tecnica
- Primo allenatore: Thanasīs Strantzalīs (fino a marzo), Giōrgos Oikonomidīs (da marzo)
- Secondo allenatore: Theodōros Antōniadīs
- Scoutman: Vasilīs Manthatīs
- Allenatore: Isidōros Matakidīs

Area sanitaria
- Preparatore atletico: Iolī Iordanidou
- Fisioterapista: Onoufrios Poimenidīs

## Rosa
| N° | Nome                    | Ruolo | Data di nascita   | Nazionalità sportiva |
| -- | ----------------------- | ----- | ----------------- | -------------------- |
| 1  | Manōlīs Dīmītriadīs     | P     | 10 febbraio 1985  | Grecia               |
| 2  | Giōrgos Papalexiou      | S     | 28 agosto 1999    | Grecia               |
| 3  | Argyrīs Mayrovouniōtīs  | S     | 22 settembre 1991 | Grecia               |
| 4  | Thanasīs Ntinas         | C     | 19 novembre 1981  | Grecia               |
| 5  | Alexandros Kiosses      | P     | 8 maggio 1995     | Grecia               |
| 6  | Jonathan Quijada        | C     | 25 settembre 1995 | Venezuela            |
| 7  | Chrīstos Gkoridīs       | C     | 21 gennaio 1989   | Grecia               |
| 9  | Bojan Strugar           | O     | 30 giugno 1995    | Montenegro           |
| 10 | Thanasīs Papazoulou     | C     | 16 febbraio 1995  | Grecia               |
| 11 | Jevhenij Horčanjuk      | S     | 11 ottobre 1987   | Grecia               |
| 12 | William Lucumi          | S     | 2 giugno 1994     | Colombia             |
| 13 | Vaggelīs Koutsonikas    | S     | 5 maggio 1995     | Grecia               |
| 15 | Panagiōtīs Papadopoulos | S     | 30 aprile 1992    | Grecia               |
| 17 | Anastasios Rempoutzias  | P     | 27 gennaio 1991   | Grecia               |
| 18 | Nikos Mīlīs             | O     | 4 novembre 1996   | Grecia               |
| 20 | Bojan Rajković          | L     | 15 febbraio 1991  | Serbia               |

## Statistiche

### Statistiche di squadra
| Competizione    | Punti | In casa | In casa | In casa | In trasferta | In trasferta | In trasferta | Totale | Totale | Totale |
| Competizione    | Punti | G       | V       | P       | G            | V            | P            | G      | V      | P      |
| --------------- | ----- | ------- | ------- | ------- | ------------ | ------------ | ------------ | ------ | ------ | ------ |
| Volley League   | 29/4  | 13      | 5       | 8       | 13           | 7            | 6            | 26     | 12     | 14     |
| Coppa di Grecia | -     | 0       | 0       | 0       | 2            | 1            | 1            | 2      | 1      | 1      |
| Coppa di Lega   | 0     | -       | -       | -       | -            | -            | -            | 2      | 0      | 2      |
| Totale          | -     | 13      | 5       | 8       | 15           | 8            | 7            | 30     | 13     | 17     |

G = partite giocate; V = partite vinte; P = partite perse

### Statistiche dei giocatori
| Giocatore         | Volley League | Volley League | Volley League | Volley League | Volley League | Coppa di Lega | Coppa di Lega | Coppa di Lega | Coppa di Lega | Coppa di Lega |
| Giocatore         | P             | PT            | AV            | MV            | BV            | P             | PT            | AV            | MV            | BV            |
| ----------------- | ------------- | ------------- | ------------- | ------------- | ------------- | ------------- | ------------- | ------------- | ------------- | ------------- |
| M. Dīmītriadīs    | 26            | 55            | 33            | 9             | 13            | 0             | 0             | 0             | 0             | 0             |
| C. Gkoridīs       | 2             | 1             | 1             | 0             | 0             | 0             | 0             | 0             | 0             | 0             |
| J. Horčanjuk      | 7             | 11            | 90            | 15            | 6             | 0             | 0             | 0             | 0             | 0             |
| A. Kiosses        | 11            | 0             | 0             | 0             | 0             | 2             | 1             | 0             | 0             | 1             |
| V. Koutsonikas    | 7             | 0             | 0             | 0             | 0             | 2             | 0             | 0             | 0             | 0             |
| W. Lucumi         | 7             | 48            | 40            | 4             | 4             | -             | -             | -             | -             | -             |
| A. Maurovouniōtīs | 26            | 379           | 315           | 42            | 22            | 1             | 10            | 7             | 3             | 0             |
| N. Mīlīs          | 25            | 32            | 28            | 3             | 1             | 1             | 0             | 0             | 0             | 0             |
| T. Ntinas         | 26            | 215           | 123           | 69            | 23            | 1             | 7             | 1             | 4             | 2             |
| P. Papadopoulos   | 12            | 137           | 110           | 10            | 17            | -             | -             | -             | -             | -             |
| G. Papalexiou     | 15            | 12            | 11            | 1             | 0             | 2             | 19            | 17            | 2             | 0             |
| T. Papazoulou     | 8             | 12            | 6             | 6             | 0             | 2             | 4             | 2             | 2             | 0             |
| A. Rempoutzias    | 21            | 1             | 1             | 0             | 0             | 2             | 0             | 0             | 0             | 0             |
| J. Quijada        | 25            | 211           | 146           | 44            | 21            | 2             | 7             | 3             | 3             | 1             |
| B. Rajković       | 26            | 0             | 0             | 0             | 0             | 1             | 0             | 0             | 0             | 0             |
| B. Strugar        | 26            | 419           | 366           | 36            | 17            | 1             | 22            | 19            | 3             | 0             |

P = presenze; PT = punti totali; AV = attacchi vincenti; MV = muri vincenti; BV = battute vincenti

NB: Non sono disponibili i dati relativi alla Coppa di Grecia e di conseguenza quelli totali della stagione